# جيفري إم. براشاو
جيفري إم. براشاو (بالإنجليزية: Jeffrey M. Bradshaw)‏ هو عالم حاسوب وقسيس أمريكي، ولد في 1956 في مدينة سولت ليك في الولايات المتحدة.